# Holacourt
Holacourt är en kommun i departementet Moselle i regionen Grand Est (tidigare regionen Lorraine) i nordöstra Frankrike. Kommunen ligger i kantonen Faulquemont som tillhör arrondissementet Boulay-Moselle. År 2022 hade Holacourt 91 invånare.

## Befolkningsutveckling
Antalet invånare i kommunen Holacourt
| Referens: INSEE |